# Continuum dialectal

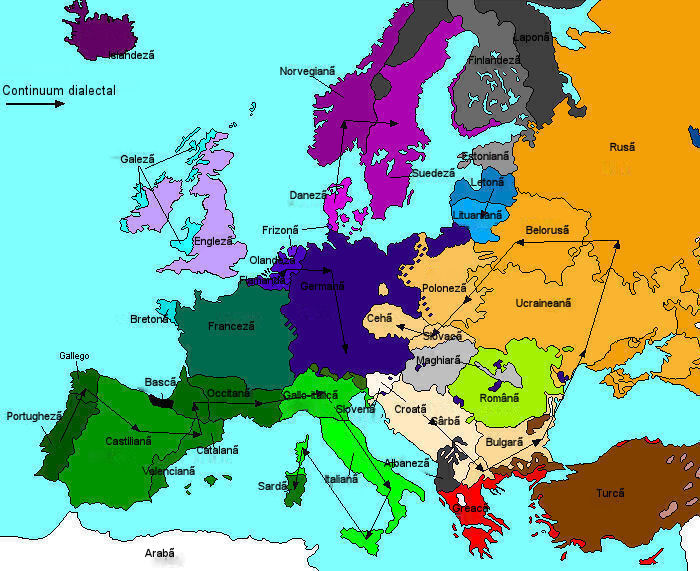
Cele mai importante cazuri de continuum dialectal în Europa

În dialectologie, un continuum dialectal este o serie de dialecte vorbite pe o arie geografică mai mult sau mai puțin întinsă. În fiecare punct al continuumului, vorbitorii unui dialect îi înțeleg pe vorbitorii dialectelor învecinate, dar între vorbitorii dialectelor care nu sunt învecinate, înțelegerea reciprocă poate fi dificilă sau chiar imposibilă. Un exemplu de continuum dialectal relativ extins este cel care cuprinde dialectele limbilor germană și olandeză, din Belgia până în Austria, trecând prin Olanda, Germania și Elveția.
Există o analogie între continuumul dialectal și variația clinală din biologie (en  ring species „specie în inel”), o serie de populații vecine dintre care cele relativ înrudite se pot reproduce între ele, dar printre care sunt cel puțin două populații „terminale” prea puțin înrudite ca să fie posibilă interfecundarea. Ele sunt totuși conectate genetic între ele prin populațiile intermediare.
Printre primii care au văzut dialectele învecinate ca imposibil de separat prin frontiere clare a fost Leonard Bloomfield (1935), care vorbea despre „arii dialectale” (dialect areas). Totodată, el preciza că pot fi stabilite linii de demarcație, numite izoglose, numai pe baza unor elemente de limbă, adică trăsături fonetice, lexicale, gramaticale diferite.
Când variantele lingvistice înrudite dintr-o arie geografică formează un continuum, distribuția lor este marcată de o relație directă, monotonă, între distanța geografică și cea lingvistică.
„Călătorind de la un sat la altul într-o anumită direcție, observăm diferențe lingvistice care le disting unul de altul. Uneori diferențele sunt mai mari, alteori mai mici, dar ele sunt cumulative. Cu cât ajungem mai departe de punctul de plecare, cu atât diferențele devin mai mari.”
Calitatea continuității între dialecte poate fi influențată de existența limbilor standard. Un exemplu tipic de continuum dialectal este cel numit en  Klevelandish în starea sa originară, care se întinde în partea de nord a ariei de cele două părți ale frontierei de stat stabilite în 1830 între Olanda și Germania, de la Duisburg în Germania până la Nijmegen în Olanda. Între ele nu există frontiere naturale și nici dialectale nete, dar continuitatea lor a fost influențată treptat de formarea și impunerea limbilor standard olandeză și germană. Vorbitorii dialectelor din această arie pot și în prezent să-și folosească dialectul ca lingua franca în comunicarea transfrontalieră, dar numărul lor scade rapid.

## Alte exemple de continuumuri dialectale

### În Europa
Cazurile de continuum dialectal sunt numeroase. În afară de cel de mai sus, în Europa există continuumul dialectal romanic de vest, de la coastele Portugaliei până în centrul Belgiei, trecând prin Spania și Franța, apoi din centrul Belgiei până în sudul Italiei, cu arii de înțelegere reciprocă prin care trec frontierele statelor amintite. Totodată, limbile standard respective (portugheza, spaniola, franceza și italiana) nu sunt reciproc inteligibile, cum nu sunt nici germana și olandeza între ele.
Alt continuum dialectal germanic este cel scandinav, care cuprinde Danemarca, Suedia și Norvegia.
Alt continuum dialectal din Europa este cel slav de sud care merge din nord-vestul Sloveniei până în sud-estul Bulgariei, trecând prin Croația, Serbia, Muntenegru și Republica Macedonia. Limbile standard din această arie au fost până în anii 1990 slovena, sârbocroata, macedoneana și bulgara, dar după destrămarea Iugoslaviei, sârbocroata a fost divizată în patru limbi standard: sârba, croata, bosniaca și muntenegreana.
Există și un continuum dialectal slav de nord, care cuprinde în principal limbile rusă, ucraineană, bielorusă, poloneză, slovacă și cehă.

### În Asia și Africa
Un continuum dialectal din Orientul Apropiat a fost cel semitic, ce se întindea în epoca fierului pe tot teritoriul Siriei și Palestinei, continuum ale cărui entități nu erau despărțite de granițe politice sau religioase. Din acest continuum s-a desprins, de exemplu, limba ebraică.
Un continuum dialectal semitic actual este cel arab, care se întinde din Maroc până în Irak. În Asia se mai poate aminti continuumul dialectal compus din mare parte a limbilor indo-ariene din nordul Indiei și cel foarte extins pe care îl formează limbile turcice, de la limba turcă în Turcia până la limba uigură în China. Că în cazul acestora se vorbește de mai multe limbi și nu de una singură, se datorează unor factori extralingvistici care au dus la elaborarea unor standarde aparte pentru multe dintre ele.
Cele prezentate până aici sunt continuumuri dialectale geografice. În Africa se poate da exemplul unui idiom numit în engleză fula sau fulani, iar în franceză peul, răspândit în 17 state din Africa de Vest, pe fâșia de savană de la sud de Sahara, din Mauritania și Senegal până în Ciad. Se compune din zece până la 15 arii dialectale principale, între care se interpun arii în care se vorbesc sute de alte idiomuri, deci nu este un continuum dialectal geografic, ci numai lingvistic, fiind totuși considerat o limbă unitară.